# (49109) Agnesraab
(49109) Agnesraab (1998 SO2) – planetoida z pasa głównego asteroid okrążająca Słońce w ciągu 4,1 lat w średniej odległości 2,56 j.a. Odkryta 18 września 1998 roku.